# Ŕ
Ŕ (gemenform: ŕ) är den latinska bokstaven R med en accent över. Den finns i de slovakiska och lågsorbiska alfabeten. På slovakiska uttalas den [r̩ː] (ett långt r-ljud). På lågsorbiska uttalas den [rʲ].